# تريبانوثيون
التريبانوثيون (الكتلة المولية = 721.86 غ/مول) هو شكل غير عادي من الجلوتاثيون يحتوي على جزيئين من الجلوتاثيون ينضم إليهما رابط سبيرميدين (بولي أمين). يوجد في الحيواناتُ الوحيدةُ الخَلِيَّةِ الطفيلية مثل الليشمانيا والمثقبيات.  هذه  الحيواناتُ الوحيدةُ الخَلِيَّةِ الطفيلية هي السبب في داء الليشمانيات، مرض النوم ومرض شاغاس. تم اكتشاف التريبانوثيون  بواسطة  الان فايرلامب. تم إثبات تركيبته بواسطة التركيب الكيميائي.  وهو فريد من نوعه بالنسبة إلى ذَواتُ مَنْشَأ الحَرَكَة (رُتْبَةٌ مِنَ السَّوائِط) وغير موجود في الحيواناتُ الوحيدةُ الخَلِيَّةِ الطفيلية مثل المتحولة الحالة للنسج.  بما أن هذا الثايول ( مُركَّب عُضوي يحتوي على الكِبريت ) غائب عن البشر وهو ضروري لبقاء الطفيليات، فإن الإنزيمات التي تصنع هذا الجزيء وتستعمله هي أهداف لتطوير أدوية جديدة لعلاج هذه الأمراض.
تشمل الأنزيمات المعتمِدة على التريباناثون المختزلات، البيروكسيديز، الغليوكسالات واانزيمات الناقلة. كان التريبانوثيون - ثُنائِيُّ السَّلْفيد المختزل (TryR) أول إنزيم معتمد على التريباناثون  تم اكتشافه (EC 1.8.1.12).
وهو   NADPH  المعتمد على فلافوانزيم الذي يختزل يقلل من ثاني كبريتيد التريبانوثيون.  وTryR ضروري لبقاء هذه الطفيليات على حد سواء في المختبر وفي المضيف البشري.
إحدى الوظائف الرئيسية لتريباناثيون هي في الدفاع ضد الإجهاد التأكسدي. هنا، تعمل الإنزيمات المعتمدة على التريباناثون مثل التريبانوثيون - ثُنائِيُّ السَّلْفيد (TryR) على تقليل البيروكسيدات باستخدام الإلكترونات الممنوحة إما مباشرة من التريبانوثيون، أو عن طريق
```
تريباريدوكسين الوسطي  (TryX).
```

ان ايض  بيروكسيد الهيدروجين المعتمد على الريبانوثيون له أهمية خاصة في هذه الكائنات لأنها تفتقر إلى المحفز. وبما أن التريبانوسوماتيدات تفتقر أيضاً إلى مكافئ من اختزال الثيوميدوكسين، فإن مختزل التريبانوثيون هو المسار الوحيد الذي يمكن أن تأخذه الإلكترونات من NADPH إلى هذه الأنزيمات المضادة للأكسدة.

## روابط خارجية
- Fairlamb lab